# Har Gefet
Har Gefet (hebreiska: הר גפת) är en kulle i Israel.   Den ligger i distriktet Norra distriktet, i den nordöstra delen av landet. Toppen på Har Gefet är 280 meter över havet.
Terrängen runt Har Gefet är huvudsakligen kuperad, men österut är den platt.Runt Har Gefet är det ganska tätbefolkat, med 179 invånare per kvadratkilometer. Närmaste större samhälle är Bet She'an, 6,7 km öster om Har Gefet. Trakten runt Har Gefet består till största delen av jordbruksmark.